# 古怪蟹屬
古怪蟹屬（學名：Archaeogeryon）是怪蟹科下已滅絕的一個屬，生存於早中新世，為生活在深水中的肉食性螃蟹。其化石僅發現於智利。

## 特徵
古怪蟹的背甲基本上呈六角形。腿窩很大，眼窩側面筆直的側緣有三至五顆齒突。朝後部的邊緣長而直。巨大的螯大小不一，除了扁平的第五對足外，行走的足很壯，意味著古怪蟹能游水。腹部有七節體節。雄蟹腹部呈寬闊的三角形。

## 物種[3]
- Archaeogeryon corsolini Casadio, 2004
- Archaeogeryon fuegianus Colosi, 1924
- Archaeogeryon latus Glaessner, 1933
- Archaeogeryon lophos Feldmann, 1995
- Archaeogeryon navidad Feldmann, 2005
- Archaeogeryon peruvianus (d'Orbigny, 1842)

## 外部連結
- Archaeogeryon in the Paleobiology Database